# Alma Vivoda
Amabile Vivoda, coneguda com Alma Vivoda (Chiampore, 23 gener 1911 - Trieste, 28 juny 1943) va ser una partisana italiana, feminista i internacionalista, considerada la primera dona de la Resistència italiana caiguda en una emboscada durant la Guerra d'Alliberament contra el feixisme i l'ocupació nazi.

## Biografia
Alma Vivoda, nascuda a Chiampore, fracció del poble de Muggia, era filla d'Antonio Vivoda i Anna Crevatin, i va ser inscrita al registre civil amb el nom d'Amabile. Tot i que només va poder assistir a l'escola primària, sempre va destacar per la seva intel·ligència i força de caràcter. El seu pare la va educar en els ideals internacionalistes i des de molt jove va començar la seva activitat antifeixista, unint-se al Partit Comunista i esdevenint una cèl·lula activa del Socors Roig. El 1931 es va casar amb el comunista Luciano Santalesa, amb qui va tenir el seu fill, Sergio.
Amb el pare i el marit va regentar la Trattoria «La Tappa» a Muggia, poble situat a la zona més meridional del Friül-Venècia Júlia, al confí italo-eslovè. Aquell va ser un lloc de trobades i reunions dels opositors al règim de Mussolini i un punt de referència per als militants de les zones de Trieste i l'Ístria. El 1940, en plena Segona Guerra Mundial, la policia feixista els va clausurar el local i Alma Vivoda es va convertir en objecte d'una persecució implacable per part de les autoritats, fins al punt que va haver de confiar el seu fill, Sergio, a un col·legi d'Udine i entrar en la clandestinitat.

### Guerra partisana
En la seva nova vida de partisana, va adoptar el nom de Maria i es va responsabilitzar de l'organització de la lluita de les dones istrianes, essent l'encarregada de la distribució del diari clandestí La Nuova Donna i esdevenint una de les líders més actives de l'organització Dones Antifeixistes. També, en contacte amb el líder comunista de Muggia, Giovanni Postogna, (més tard deportat a Dachau), va assegurar les connexions entre els antifeixistes de Trieste i les primeres formacions de partisans eslovens i croats d'Ístria. Per totes aquestes accions, la policia va posar preu al seu cap, oferint una recompensa de 10.000 lires per la seva captura.
A la primavera de 1943, el seu marit, Luciano Santalesa, amb greus problemes de salut, va ser hospitalitzat, sota vigilància, en un sanatori,. Ella en va organitzar la fugida i va aconseguir que arribés a la base dels partisans d'Istria, on Santalesa va morir lluitant al cap d'uns mesos. Pocs dies després de la mort del seu marit, el 28 de juny de 1943, durant una missió a la Rotonda del Boschetto (Trieste), Vivoda va caure en una emboscada juntament amb Pierina Chinchio, l'esposa de Postogna. Vivoda va ser reconeguda per un carrabiner feixista que havia sigut hoste del seu restaurant i els va disparar. Vivoda va resultar greument ferida a la templa i va morir a l'hospital, assistida en els últims moments per la seva companya, ferida menys greu.

### Postguerra
Amb la mort d'Alma Vivoda, la xarxa clandestina antifeixista organitzada per les dones es va trencar. Alma Vivoda va ser considerada la primera partisana caiguda a la Resistència Italiana. Els comunistes de Muggia, el maig de 1944, van crear el Batalló Alma Vivoda, una unitat autònoma de la 14a (més tard 20a) Brigada Garibaldi Trieste, que va operar a Ístria, composta per combatents italians, eslovens, russos i diversos dels companys d'armes de Maria, entre els quals el joveníssim Luigi Dal Pont, que més tard seria guardonat amb la medalla d'or al valor militar.

## Honors
Després de l'Alliberament, el Club de Cultura Popular de Santa Barbara (Muggia), la Seu del Partit Comunista i un carrer de Chiampore, al confí fronterer Italo-eslovè, van rebre el nom d'Alma Vivoda.
El 1971, es va erigir un monument a la seva memòria en el lloc on va ser assassinada.